# Rosenbauer Panther
Il Rosenbauer Panther è un veicolo antincendio di grandi dimensioni, usato soprattutto negli aeroporti, prodotto dall'azienda specializzata austriaca Rosenbauer.
In commercio vi sono versioni del Panther a due, tre e quattro assi. La più piccola è il Panther 4×4 2.5 CU-1, a quattro ruote motrici e velocità massima di 115 km/h; può trasportare 6100 litri d'acqua, 732 litri di schiumogeno e 250 kg di polvere per lo spegnimento degli incendi. Per questa funzione è dotato di un cannone idrante sul tetto e sulla parte anteriore del veicolo. Il modello è stato sviluppato con la versione 4×4 3.0 DD-1, caratterizzata da maggiore rapidità nell'accelerazione. Un'altra versione a tre assi è la 4×4 3.0 CA-5, con 135 kg di polvere secca e che utilizza aria compressa nel lancio della schiuma estinguente.
Il Panther 6×6 DD-1, a tre assi, ha una portata di 12.000 litri di acqua e 1.440 litri di schiumogeno. Accelera da 0 a 80 chilometri all'ora in 33 secondi. La leggermente più veloce versione 6×6 DD-1 SWB accelera da 0 a 80 in 29 secondi. La portata, inferiore, è di 8600 litri di acqua, 1.300 litri di schiuma e 225 kg di polvere secca. La 6×6 CA-5, a trazione integrale, ha serbatoi in grado di contenere fino a 12.500 litri di acqua, 1.500 litri di schiuma e 225 kg di polvere (che ha soltanto un vettore anteriore); nella serie HRET il veicolo è venduto con un braccio articolato dotato di un ugello per acqua, schiuma e polvere chimica e di una termocamera (telecamera termosensibile), può trasportare 10.000 litri di acqua e fino a 250 kg di polvere.
Il Panther 8×8 MA-5 è pesante 40 tonnellate ed è a quattro assi a trazione integrale (telaio MAN). I suoi serbatoi antincendio contengono fino a 13.000 litri di acqua, 1.600 litri di schiumogeno e 1.000 kg di polvere. Nella serie HRET il veicolo dispone di un braccio di estinzione, che ha un'altezza di lavoro massima di 15 metri, e di una telecamera a raggi infrarossi. Ha un cambio automatico a sei marce.